# マクシミリアン・ホーエンベルク

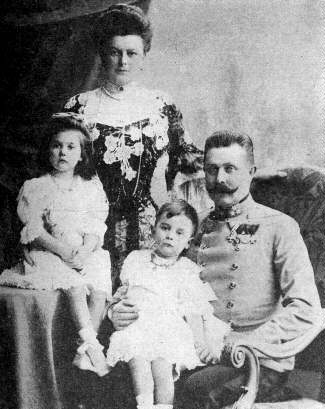
父フランツ・フェルディナント大公に抱かれたマックス、1904年頃

マクシミリアン（マックス）・ホーエンベルク（Maximilian „Max“ Hohenberg, 1902年9月29日 - 1962年1月8日）は、オーストリア＝ハンガリー帝国の帝位継承者フランツ・フェルディナント大公の長男。ホーエンベルク公爵家の初代当主。全名はマクシミリアン・カール・フランツ・ミヒャエル・フーベルト・アントン・イグナティウス・ヨーゼフ・マリア（Maximilian Karl Franz Michael Hubert Anton Ignatius Joseph Maria Herzog von Hohenberg）。

## 生涯
フランツ・フェルディナント大公とその妻のゾフィー・ホテク伯爵夫人（結婚によりホーエンベルク公爵夫人）の間の第2子、長男として生まれた。両親の貴賤結婚により、マックスとその姉弟は帝国の帝位継承権はなくハプスブルク家の正式な成員とすら認めてもらえなかった。1914年に両親がボスニアでセルビア民族主義組織黒手組のメンバーであるガヴリロ・プリンツィプにより暗殺されると（サラエボ事件）、姉弟は母方の親族のトゥーン・ウント・ホーエンシュタイン侯爵家に引き取られた。大伯父の皇帝フランツ・ヨーゼフ1世が孤児となったマックスと姉弟を王宮に呼んだのは、1度きりであった。

皇族とは決して認められなかったが、その一方で第一次世界大戦中には戦災孤児福祉のための恰好のモデルとして大々的に取り上げられた。戦時体制下においてマックスら三姉弟は、多民族国家であるために分裂含みのオーストリア=ハンガリー帝国の「祖国の子供」の創出のために利用された。例として、ウィーンの『新自由新聞』は以下のように表現している。
両親の死後、マックスは12歳で母親が皇帝から叙爵されたホーエンベルク公爵位を相続したが、爵位は帝国崩壊後の1919年には法的には廃止された。同じ1919年、新生国家チェコスロバキアの制定した特別措置法により、ホーエンベルク公爵家はオーストリア共和国に追放された。マックスはウィーンのショッテン中等教育学校（Schottengymnasium）を卒業後、大学で法学を学び、1926年にグラーツ大学で法学博士号を取得した。マックスは法律家を本業としつつ、所領の経営にいそしんだ。
マックスと弟のエルンストは君主制支持者として熱心に活動し、従甥にあたる元皇太子オットー・フォン・ハプスブルクとは緊密に連絡を取り合っていた。兄弟は旧オーストリア皇帝の子孫として、1938年のナチス・ドイツによるオーストリア合邦（アンシュルス）をオーストリアの自主独立を脅かすものだと反対し、逮捕されてダッハウ強制収容所に抑留された。貴族出身の兄弟に用意されたのは収容所内のトイレ清掃という屈辱的な仕事だった。マックスは1940年に解放されたが、居城のアルトシュテッテン城に軟禁された（城は一時的に没収されている）。
第二次世界大戦後、ソ連占領地域となったアルトシュテッテンの村長（Bürgermeister）に選出され、2期5年間にわたり務めた。
マックスは元皇太子オットーから、ハプスブルク家とオーストリア連邦政府の間の財産返還交渉におけるハプスブルク家側の全権代表とされた。マックスは皇帝一族の財産に関して一切の譲歩や妥協を認めなかったため、交渉は決裂した。オットーはさらに、マックスに自らの帰国許可に関して連邦政府と交渉するよう依頼したが、憲法裁判所はオットーの入国禁止処分を解くことは無かった。
マックスは強制収容所で受けた虐待のために健康を著しく損なっており、1962年に59歳で死去した。遺骸はアルトシュテッテン城の付属教会堂の霊廟に納められた。

## 子女
1926年11月16日にヴォルフェック（現ドイツ領バーデン＝ヴュルテンベルク州ラーフェンスブルク郡）において、ヴァルトブルク・ツー・ヴォルフェック・ウント・ヴァルトゼー侯マクシミリアン（Maximilian von Waldburg-Wolfegg-Waldsee）の娘であるエリーザベタ・ボナ（1904年 - 1993年）と結婚し、間に6人の息子をもうけた。
- フランツ・フェルディナント・フリードリヒ・エルンスト・カール・レオポルト・マウリティヌス・フーベルトゥス・マリア（1927年 - 1977年） - ホーエンベルク公爵家家長
- ゲオルク・フリードリヒ・マクシミリアン・ヤロスラフ・ペトルス・カニジウス・マルクス・フーベルトゥス・マリア（1929年 - 2019年） - ホーエンベルク公爵家家長
- アルブレヒト・フィリップ・レオポルト・ヨーゼフ・アンドレアス・フーベルトゥス・マリア（1931年 - ）
- ヨハネス・アンドレアス・ヨーゼフ・アントニウス・ミヒャエル・ゼフェリヌス・アレクサンダー・フーベルトゥス・マリア（1933年 - 2003年）
- ペーター・フリードリヒ・ベネディクト・ヨーゼフ・エマヌエル・ゲアハルト・ユダス・タデウス・フーベルトゥス・マリア（1936年 - 2017年）
- ゲアハルト・ヨーゼフ・アントン・シュテファン・ヤーコプ・ヴェンツェル・ピウス・ハルトマン・フーベルトゥス・マリア（1941年 - 2019年）